# The Target Shoots First
The Target Shoots First es un documental estadounidense de comedia y musical de 2000, dirigido y escrito por Christopher Wilcha, que también se encargó de la fotografía, y además es parte del reparto junto a Steven Tyler y David Hasselhoff, musicalizado por Sasha Frere-Jones y Adam Samuel Goldman. Esta obra se estrenó el 9 de marzo de 2000.

## Sinopsis
Un graduado de filosofía de la Universidad de Nueva York pelea por conservar su integridad artística y personal como gerente de producción de Columbia House.